# Robert Giseke
Heinrich Ludwig Robert Giseke (* 15. Januar 1827 in Marienwerder in Preußen; † 12. Dezember 1890 in Leubus) war ein deutscher Journalist und Schriftsteller.

## Leben
Robert Giseke war der Sohn des Friedrich Ludwig Günter Giseke, Assessor beim Land- und Stadtgericht zu Löbau, und der Maria Helena Agnes Giseke, geb. Vetter. Seine Schwester Friederike war die Mutter des Philologen Heinrich Otto Heine. Zugleich war er Urenkel des Schriftstellers Nikolaus Dietrich Giseke. Mit 19 Jahren begann Giseke ab 1846 an den Universitäten Breslau, Halle und Berlin Geschichte, Philosophie und Theologie zu studieren. Während seines Studiums wurde er 1846 Mitglied der Alten Breslauer Burschenschaft Arminia und war Mitgründer der Breslauer Burschenschaft Teutonia.
Im Juni 1848 nahm er am 2. Wartburgfest teil, das er mitorganisiert hatte.
Durch die politischen Ereignisse der Märzrevolution musste 1849 die Frankfurter Nationalversammlung ihre Tätigkeit in Frankfurt aufgeben und nach Stuttgart verlegen. Als dann die Schließung dieses Rumpfparlaments anstand, schloss sich Giseke dem öffentlichen Protest an; was für ihn den Ausschluss vom Staatsdienst bedeutete.
Seinen Lebensunterhalt verdiente er sich fortan als Schriftsteller und Journalist, da er sein Debüt als Erzähler bereits 1850 mit seinem Roman Moderne Titanen erfolgreich bestritten hatte. Ab 1852 wirkte Giseke als Redakteur der Novellenzeitung in Leipzig und wechselte 1859 für zwei Jahre als Feuilletonist zur Konstitutionellen Zeitung nach Dresden.
1861 ließ er sich als Schriftsteller in Coburg nieder und ging zwei Jahre später wieder nach Berlin. 1866 erkrankte Giseke an einer Gemütskrankheit; behandelt wurde er in der Heilanstalt in der ehemaligen Zisterzienserabtei Kloster Leubus in Nähe Breslaus. Anschließend lebte Giseke abwechselnd in Breslau und Görlitz.

## Werke (Auswahl)
- Moderne Titanen, kleine Leute in großer Zeit. 3 Bände Leipzig: Brockhaus 1850 (erschien anonym)
- Pfarr-Röschen. Ein Idyll aus unserer Zeit. 2 Bände Bremen: Schlodtmann 1851
- Carrière! Ein Miniaturbild aus der Gegenwart. 2 Bände Leipzig: Wienbrack 1853
- Kleine und große Welt. Ein Lebensbild. 3 Bände Leipzig: Brockhaus 1853
- Moderne Titanen. Ein Roman der Gegenwart. (2., durchgesehene Auflage.) 3 Bände Leipzig: Brockhaus 1853
- Va banque. Bürgerliches Schauspiel in 4 Akten. Leipzig: Sturm & Koppe 1855
- Moritz von Sachsen. Vaterländisches Trauerspiel in 5 Akten. Leipzig: Keil 1860
- Lucifer oder die Demagogen. Drama in 5 Akten. Leipzig: Brockhaus 1861
- Otto Ludwig Brook. Roman. Leipzig 1862
- Käthchen. Roman. Breslau 1864
- Dramatischen Bilder aus deutscher Geschichte. Leipzig: Brockhaus 1865 (Neubearbeitung seiner Werke Ein Bürgermeister von Berlin, Der Hochmeister von Marienburg und Der Burggraf von Nürnberg)
- Die beiden Cagliostro. Komödie. Leipzig 1872
- Der Kabalist in Inquisition. Eine Intelligenz-Komödie. Leipzig: Mutze 1880 (erschien anonym)